# Bursera fragrantissima
Bursera fragrantissima är en tvåhjärtbladig växtart som beskrevs av Arthur Allman Bullock. Bursera fragrantissima ingår i släktet Bursera och familjen Burseraceae. Inga underarter finns listade i Catalogue of Life.